# Fissicrambus
Fissicrambus là một chi bướm đêm thuộc họ Crambidae.